# Évangiles d'Etchmiadzin
Les Evangiles d'Etchmiadzin sont un manuscrit enluminé exécuté vers 989 au sein du monastère Bgheno-Noravank en Arménie. Une reliure en ivoire du VIe siècle ainsi que 4 miniatures des VIe ou début du VIIe siècle lui ont été ajoutées. Il est actuellement conservé au Matenadaran (Ms.2374).

## Historique
Le manuscrit contient un colophon indiquant que le texte a été achevé d'être copié en 989 par le scribe 	Yovhannes pour le prêtre Stephanos, au sein du monastère Bgheno-Noravank, dans la région de Syunik, au sud-est de l'Arménie actuelle. Un second colophon daté de 1213 indique qu'il a été transféré au monastère de Magharda appelé aussi Monastère Saint-Stepanos de Jolfa. En 1847, il est déplacé à Etchmiadzin par Macaire Ter Petrossian, futur Catholicos de l'église arménienne. C'est là, dans les collections de la bibliothèque du Saint-Siège d'Etchmiadzin, qu'il est pour la première fois étudié en 1891. Les collections sont transférées à Erevan au sein de l'actuel Matenadaran ou Institut des manuscrits anciens.

## Description
Le manuscrit contient les quatre évangiles dans une version relativement communes aux autres évangiles arméniens connus à cette époque. Les deux premières pages (f.1r-1v) contiennent la lettre d'Eusèbe de Césarée écrite dans un cadre architectural. Les 4 folios suivants (f.2-f.5r) contiennent les canons de concordances toujours dans un cadre architectural. Selon Carl Nordenfalk, il s'agit des pages de canons les plus conformes au modèle antique définit par Eusèbe lui-même, le manuscrit ayant été selon lui copié d'un manuscrit provenant de Césarée,.
Le manuscrit contient ensuite une autre miniature pleine page représentant un temple ou un sanctuaire (f.5v), puis un Christ glabre entouré de deux saints non-identifié (f.6r), puis deux miniatures représentant sans doute les quatre évangélistes mais sans leur symbole permettant de les distinguer (f.6v-7r). Suivent une miniature de la Vierge à l'Enfant en prière assise sur un trône (f.7v), puis une scène du Sacrifice d'Abraham (f.8r). Le folio 10r contient une miniature dans sa marge représentant l'adoration des mages. 

### Miniatures ajoutées
En fin d'ouvrage, quatre miniatures provenant d'un autre manuscrit ont été ajoutées à la reliure : elles représentent L'Annonciation au grand prêtre Zacharie (f.228r), L'Annonciation à la Vierge (f.228v), L'Adoration des mages (f.229r) et Le Baptême du Christ (f.229v). Ces quatre miniatures finales, sur deux folios et sans aucun texte conservé, dateraient de la fin du VIe ou début du VIIe siècle. Toutes ont un lien avec l'épiphanie Il s'agirait d'anciennes miniatures de préface qui daterait d'avant l'invasion musulmane en Arménie en 640. Elles trouveraient leur inspiration des évangéliaires de Palestine qui ont cours à cette époque, l'Arménie nouant des liens étroits avec cette région à cette époque.  

### Reliure

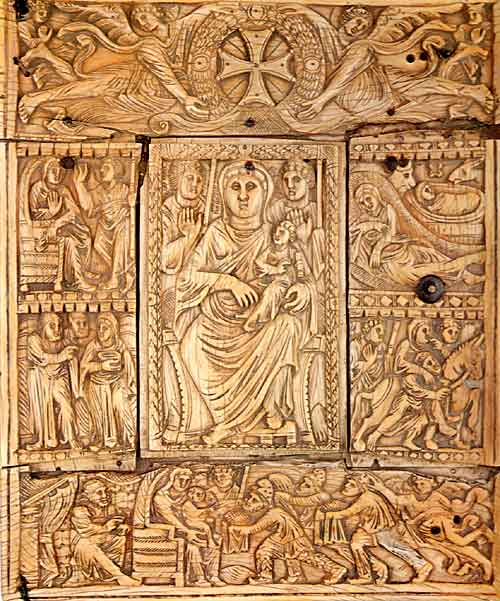
Plaque de dessus de la reliure

La reliure du manuscrit présente deux plaques d'ivoire, qui sont parmi les plus importantes sculptures anciennes d'Arménie. Il s'agit de bas reliefs en ivoire d'éléphant, d'origine byzantine et datant du VIe siècle. La plaque de dessus représente une Vierge à l'Enfant sur un trône, avec à gauche l'Annonciation et la tentation de Marie et à droite la Nativité et la Fuite en Égypte. Au-dessus sont représentés deux anges portant une croix entourée d'une couronne et en dessous, l'Adoration des mages. Sur la plaque du dessous, se tient le Christ en gloire, tenant un évangile posé sur ses genoux, entouré de saint Jean et saint Pierre. À droite, sont représentés le miracle de la Femme hémorragique et de la guérison à la piscine de Béthesda et à gauche, la guérison d'un paralytique et l'exorcisme pour deux démoniaques. En dessous, est représentée l'entrée du Christ à Jérusalem, une femme, à droite, personnifie la ville et tient une corne d'abondance. 